# 동아시아 교원양성 국제컨소시엄
동아시아 교원양성 국제컨소시엄(International Consortium for Universities of Education in East Asia, ICUE)은 2006년 12월에 개최된 '동아시아 교원양성 국제심포지엄'(도쿄 가쿠게이 대학 주최)에서 참가 각 대학이 교원양성 문제에 관한 협력 기구 마련에 합의해 2009년 12월 정식으로 결성된 대학간 협의체다.

## 역할
- 교원양성에 관한 국제공동연구의 추진
- 교직 지망 학생의 국제교류 촉진
- 교원양성계 대학 교원의 상호 파견
- 동아시아 교육 발전에 기여하는 사업의 추진

## 구성원

### 한국어권
- 서울교육대학교
- 공주대학교
- 공주교육대학교
- 경인교육대학교
- 서울시립대학교
- 제주대학교
- 광주교육대학교
- 한국교원대학교
- 청주교육대학교
- 전주교육대학교
- 진주교육대학교
- 춘천교육대학교
- 부산교육대학교
- 전남대학교
- 대구교육대학교

### 중국어권
- 북경사범대학
- 화동사범대학
- 동북사범대학
- 화중사범대학
- 섬서사범대학
- 상해사범대학
- 남경사범대학
- 호남사범대학
- 산서사범대학
- 광서사범대학
- 서남대학
- 홍콩교육학원
- 대만국립사범대학
- 대중교육대학

### 일본어권
- 홋카이도 교육대학
- 미야기 교육대학
- 사이타마 대학
- 지바 대학
- 요코하마 국립대학
- 조에쓰 교육대학
- 아이치 교육대학
- 교토 교육대학
- 오사카 교육대학
- 나라 교육대학
- 히로시마 대학
- 나루토 교육대학
- 에히메 대학
- 후쿠오카 교육대학
- 도쿄 가쿠게이 대학